# Robert Butler (artista)
Robert Butler (25 de septiembre de 1943; Baxley, Estados Unidos - 19 de marzo de 2014; Lakeland, Estados Unidos ) fue un pintor estadounidense conocido por sus representaciones de bosques y las aguas estancadas alrededor de los Everglades de la Florida. Fue miembro del grupo de artistas afroamericanos conocidos como The Highwaymen.

## Biografía
Butler nació en la pequeña comunidad del bosque y el cultivo de, Baxley, Georgia, el 25 de septiembre de 1943. Criado por su madre, Annie Talifer Butler, quien siempre tuvo tiempo para inculcar los principios de la fe y la compasión en su familia, Butler consideraba su educación como "clásico americano".
En 1947, Butler se trasladó a Okeechobee, Florida, donde más tarde se convirtió íntimamente en alguien familiarizado con los bosques y las aguas de los Everglades de Florida, y en especial el lago Okeechobee, que ocupan un lugar destacado en sus pinturas.
Su carrera profesional se inició en 1968. En los primeros días, a menudo vendía sus cuadros de puerta en puerta o en la carretera. Perfeccionó sus habilidades mediante la creación de más de un centenar de pinturas por año. A pesar de la falta de entrenamiento formal, Robert desarrolló su propio estilo, que se reflejaba en las representaciones dramáticamente iluminadas y románticas de paisajes.
Butler murió el 19 de marzo de 2014 a la edad de 70 años.